# Kathryn Prescott
Kathryn Prescott (Londra, 4 giugno 1991) è un'attrice e regista britannica.
È nota per il ruolo di Emily Fitch nella terza e quarta stagione della serie televisiva Skins, vincitrice di doppio premio BAFTA, per il ruolo di Carter Wilson nella serie TV Finding Carter e per aver interpretato Penelope nella serie televisiva storica statunitense Reign.

## Biografia
Kathryn è nata sei minuti prima della sorella gemella Megan. Entrambe hanno frequentato la scuola elementare Palmers Green, la scuola media St. John's e la scuola secondaria Ashmole.
In risposta alla domanda di un fan nel suo sito ufficiale, Kat ha rivelato che preferirebbe non etichettarsi riguardo alla sua sessualità, e che «le etichette sono per le lattine» (a seguito delle voci riguardo all'omosessualità del suo personaggio in Skins), ma non crede che «le persone debbano essere definite per la loro sessualità», facendo così capire che «non cambia che persona sei». A seguito di un'altra domanda, ha rivelato che pur non essendo «rigorosa» nell'essere vegetariana, è comunque cauta con la carne che consuma.

## Carriera
In Skins, Kathryn interpreta la timida Emily Fitch che lotta per scoprire la propria sessualità e scopre di essere lesbica; nella stessa serie recita la sorella gemella Megan Prescott, che interpreta anche la gemella di Emily, Katie Fitch. Nel 2008, Kathryn è apparsa sempre insieme alla sorella Megan in un episodio di una soap opera della BBC, Doctors. Nel 2013 è protagonista del video Love Bites dei The Midnight Beast, dove interpreta il ruolo di una fidanzata zombie.

## Filmografia

### Attrice

#### Cinema
- Fino all'osso (To the Bone), regia di Marti Noxon (2017)
- Fun mom dinner, regia di Alethea Jones (2017)
- Dude, regia di Olivia Milch (2018)
- Polaroid, regia di Lars Klevberg (2019)
- Qua la zampa 2 - Un amico è per sempre (A Dog's Journey), regia di Gail Mancuso (2019)

#### Televisione
- Doctors – serial TV, puntata 10x63 (2008)
- Skins – serie TV, 17 episodi (2009-2013)
- I fantasmi di Bedlam (Bedlam) – serie TV, episodio 2x02 (2012)
- Being Human – serie TV, episodio 5x05 (2013)
- Reign – serie TV, 4 episodi (2014)
- The Dovekeepers - Il volo della colomba (The Dovekeepers), regia di Yves Simoneau – miniserie TV (2015)
- Finding Carter – serie TV, 36 episodi (2014-2015)
- 24: Legacy – serie TV, 6 episodi (2016-2017)
- The Son - Il figlio (The Son) – serie TV, 13 episodi (2017-2019)
- Tell Me a Story – serie TV, 4 episodi (2019)
- New Amsterdam - serie TV, 8 episodi (2022)

### Regista e sceneggiatrice
- Dear You – cortometraggio, 2018
- Jane – cortometraggio, 2019[3]

## Doppiatrici italiane
Nelle versioni in italiano delle opere in cui ha recitato, Kathryn Prescott è stata doppiata da:
- Joy Saltarelli in Skins, Reign
- Benedetta Gravina in Fino all'osso
- Veronica Puccio in The Dovekeepers - Il volo della colomba
- Federica De Bortoli in Polaroid
- Isabella Benassi in The Son - Il figlio
- Roisin Nicosia in New Amsterdam